# Amblypharyngodon
Amblypharyngodon ist eine Gattung der Bärblinge (Rasborinae). Die Süßwasserfische kommen auf dem Indischen Subkontinent, Sri Lanka und dem festländischen Südostasien bis zum Stromgebiet des Mekong vor.

## Merkmale
Amblypharyngodon-Arten besitzen einen langgestreckten, schlanken Körper und erreichen eine Länge von vier cm bis 20 cm. Die Fische sind in den meisten Fällen silbrig gefärbt und teilweise transparent. In einigen Fällen sind die Schwanzflossen farbig, meist in Rot- und Gelbtönen. Das Maul ist endständig, der Unterkiefer greift mit einem Symphysisknopf in eine Lücke des Oberkiefers. Barteln fehlen. Die Schlundzähne sind mahlzahnartig und besitzen flache oder eingebuchtete Kronen. In einer Längsreihe stehen 42 bis 79 kleine Schuppen. Die Seitenlinie ist auf vier bis sieben Schuppen reduziert. Die Rückenflosse hat neun bis zehn Flossenstrahlen, die Afterflosse sieben bis acht.

## Arten
- Amblypharyngodon atkinsonii (Blyth, 1860)
- Amblypharyngodon chulabhornae Vidthayanon & Kottelat, 1990
- Amblypharyngodon melettinus (Valenciennes, 1844)
- Amblypharyngodon microlepis (Bleeker, 1854)
- Amblypharyngodon mola (F. Hamilton, 1822)